# Тишина (Домаљевац-Шамац)
Тишина је насељено место у Босни и Херцеговини у општини Домаљевац-Шамац. Административно припада Федерацији Босне и Херцеговине, односно њеном Посавском кантону. Према попису становништва из 2013. у насељу је живело 40 становника.

## Становништво
По последњем службеном попису становништва из 2013. године у насељу Тишина живело је 44 становника. Село је у предратном периоду било етнички хетерогено, углавном српско-хрватско.
| Националност | 2013. | 1991.          | 1981.          | 1971.        |
| Бошњаци      | —     | 5 (0,24%)      | 1 (0,04%)      | 0            |
| Хрвати       | —     | 1.049 (51,62%) | 1.127 (55,46%) | 978 (54,21%) |
| Срби         | —     | 851 (41,88%)   | 793 (39,03%)   | 803 (44,51%) |
| Југословени  | —     | 108 (5,31%)    | 101 (4,97%)    | 10 (0,55%)   |
| Словенци     | —     | 0              | 1 (0,04%)      | 2 (0,11%)    |
| Мађари       | —     | 0              | 1 (0,04%)      | 0            |
| Црногорци    | —     | 0              | 0              | 2 (0,11%)    |
| остали       | —     | 19 (0,93%)     | 8 (0,39%)      | 9 (0,49%)    |
| Укупно       | 44    | 2.032          | 2.032          | 1.804        |